# Хайнрих XXII фон Шварцбург-Лойтенберг
Хайнрих XXII/XII фон Шварцбург-Лойтенберг (на немски: Heinrich XXII Graf von Schwarzburg-Leutenberg; * 1375; † 1438) от род Шварцбурги е граф на Шварцбург-Лойтенберг (1402 – 1438).
Той е най-големият син на граф Хайнрих XV фон Шварцбург-Лойтенберг († 1402) и втората му съпруга Анна фон Плауен († 1412), дъщеря на Хайнрих VI фон Плауен († 1368/1369/1370) и Лукарда фон Кранихфелд († 1376).

## Фамилия
Хайнрих XXII/XII фон Шварцбург-Лойтенберг се жени за Елизабет фон Ваймар-Орламюнде († 15 юни 1449), дъщеря на граф Ото (X) фон Ваймар-Орламюнде († 1404 ) и Лукардис фон Гера († пр. 1415). Те имат две деца:
- Хайнрих XXV фон Шварцбург-Лойтенберг (* 1412; † 1463 в замък Лойтенберг), женен пр. 1449 г. за Бригита фон Ройс фон Гера († сл. 1490)
- Кунигунда фон Шварцбург-Лойтенберг († 1469), омъжена за бургграф Матеус цу Елбоген и Егер фон Шлик (* 1401; † 16 септември 1487)